# احمد علی خان
احمد علی خان (انگلیسی: Ahmed Ali Khan؛ زادهٔ ۷ ژانویهٔ ۱۹۸۱) بوکسور اهل پاکستان است.